# Highwaymen - L'ultima imboscata
Highwaymen - L'ultima imboscata (The Highwaymen) è un film del 2019 diretto da John Lee Hancock.
La pellicola segue le vicende dei due ex Texas rangers, interpretati da Kevin Costner e Woody Harrelson, che uccisero i criminali Bonnie e Clyde.

## Trama
Bonnie e Clyde imperversano nel paese da due anni e la governatrice del Texas Miriam A. Ferguson riunisce tutti i vertici di polizia e collaboratori per discutere su come catturarli. Lee Simmons propone di ripristinare il corpo dei Texas Rangers affidando la cattura ad un uomo che in passato era adatto per questo tipo di lavoro, Frank Hamer. All'inizio la governatrice rifiuta ma poi, in seguito ad altre uccisioni della coppia, accetta. Inizia così la lunga caccia del Texas Ranger Hamer affiancato da un suo vecchio compagno di lavoro, Maney Gault, nel tentativo di catturare Bonnie e Clyde.

## Produzione
Nel 2005 il produttore Casey Silver avvia il progetto del film basato sulla sceneggiatura originale di John Fusco, che prevedeva Paul Newman e Robert Redford come protagonisti, ma la produzione ha dei rallentamenti, così nel 2013 il progetto viene acquistato dalla Universal.
Il 21 giugno 2017 Netflix negozia un accordo con la Universal, mentre vengono scelti Kevin Costner e Woody Harrelson come protagonisti e John Lee Hancock alla regia. Il 12 febbraio 2018 Netflix acquista i diritti del film ed inizia la produzione.
Il budget del film è stato di 49 milioni di dollari.

### Riprese
Le riprese del film, iniziate il 12 febbraio 2018 e terminate il 29 marzo dello stesso anno, si sono svolte principalmente nello stato della Louisiana, tra le città di New Orleans, Covington, Laplace, Hammond, Baton Rouge, Donaldsonville, Shreveport e Thibodaux. La scena dell'uccisione di Bonnie e Clyde è stata girata nello stesso luogo dove avvenne realmente.

## Promozione
Il primo trailer del film viene diffuso il 20 febbraio 2019.

## Distribuzione
La pellicola è stata presentata al Paramount Theatre di Austin (Texas) il 10 marzo 2019 durante il South by Southwest e poi distribuita su Netflix a partire dal 29 marzo 2019.

## Accoglienza

### Critica
Sull'aggregatore Rotten Tomatoes il film riceve il 58% delle recensioni professionali positive con un voto medio di 5,9 su 10 basato su 139 critiche, mentre su Metacritic ottiene un punteggio di 58 su 100 basato su 28 critiche.

## Riconoscimenti
- 2019 - Satellite Award[9]
  - Candidatura per il miglior film per la Tv